# جشنواره بین‌المللی فیلم اوراسیا

۱۴امین دوره جشنوراه بین‌المللی فیلم اوراسیا ۲۰۱۸

جشنواره بین‌المللی فیلم اوراسیا (انگلیسی: Eurasia International Film Festival) از جشنواره‌های بسیار مهم سینمای آسیای مرکزی و سینمای آسیای غربی است. این جشنواره که از سال ۱۹۹۸ و در آستانه آغاز به کار کرد بعد از وقفه چند ساله دوباره از سال ۲۰۰۵ ادامه کار داد و هم اینک محل برگزاری آن شهر آلماتی است. وزارت فرهنگ و ورزش قزاقستان بیش از ۱۰ سال است که متولی برگزاری جشنواره فیلم اوراسیا می‌باشد.
این جشنواره دارای ۲ بخش رقابتی و غیر رقابتی است. در بخش رقابتی که خود به ۲ شاخه تقسیم می‌شود فیلم‌های بلند مستقل و فیلم‌های کوتاه شرکت دارند. بخش غیر رقابتی نیز در ۶ بخش مجزا با عناوین «کاروان»، «از قلب اوراسیا»، «انتخاب نتپاک»، «دور جهان»، «رویدادهای ویژه» و «عدسی دوربین» برگزار می‌شود.